# Дзержик Корнелій Володимирович
Корнелій Володимирович Дзе́ржик (Дзерджик; 7 січня 1888, Хлівище — 10 травня 1965, Чернівці) — український живописець; член Спілки радянських художників України. Заслужений діяч мистецтв УРСР з 1953 року.

## Біографія
Народився 7 січня 1888 року в селі Хлівищах (нині Чернівецький район Чернівецької області, Україна) в сім'ї панського агронома польського походження. Після закінчення народної школи, навчався на відділі будівництва і архітектури у промисловій школі в Чернівцях. За порадою професора школи Еріха Кольбенгаєра, поступив до
приватної школи художника Миколи Івасюка, у якій навчався живопису протягом 1904—1908 років. У 1908 році Микола Івасюк виїхав до Відня і згодом викликав до себе Корнелія, який продовжив навчання в художній майстерні майстра до 1912 року.
Після Першої світової війни повертається на Буковину і оселився у селі Боянчуці. Малював краєвиди, портрети, ікони та інше.
У 1940-х роках переїхав до Чернівців. З квітня 1944 року після Євзебія Ліпецького та Пантелеймона Видинівського очолив осередок чернівецьких художників, організував перші художні майстерні в Чернівцях, а також перші художні виставки. Помер у Чернівцях 10 травня 1965 року.

## Творчість
Працював у галузях іконопису та станкового живопису, створював картини на побутові теми, пейзажі, портрети. Серед робіт:
- «Дубки» (1906);
- «Ранок у горах» (1910);
- «Похорон бідняка»;
- «Гуцульська помста»;
- «Мир 1918 року»;
- «Безробітний» (1918);
- «Думи мої, думи» (1925; Львівський історичний музей[1]);
- «Автопортрет» (1925);
- «Дружина» (1930-ті);
- «Жниця» (1937);
- «Збір податків» (1940-ві);
- «Визволення Буковини» (1942);
- «Гуцул з трембітою» (1945);
- «Лісосплав» (1945);
- «Перший колгоспний сніп» (1945);
- «Ранок у Карпатах» (1946);
- «За межу» (1952; Літературно-меморіальний музей Марка Черемшини[1]);
- «Полонина» (1953);
- «Колгоспний сад» (1957);
- «Лук'ян Кобилиця закликає селян до повстання»;
- «Ставок заснув»;
- «Дністер»;
- «Над Прутом у лузі»;
- «Микола Лисенко на Буковині»;
- «Художник Микола Івасюк пише портрет Ольги Кобилянської» (1964).

Центральне місце у доробку художника посідала шевченківська тема. Він малював портрети Тараса Шевченка та картини на
сюжети його творів. Серед них: «Думи мої, думи»,  «Тарас Шевченко з кобзою». До 150-річчя від дня народження Тараса Шевченка на ювілейну виставку підготував полотно «Гуцул — різьбяр працює над бюстом Великого Кобзаря». Відомі невеличкі за розміром гіпсові скульптури митця, за допомогою яких він також відтворив образ Тараса Шевченка.
Окремі полотна художника зберігаються у Чернівецьких художньому та краєзнавчому музеях.